# Luxemburgischer Eishockeypokal 1993/94
Die Saison 1993/94 war die erste Austragung des luxemburgischen Eishockeypokals, des luxemburgischen Eishockeypokalwettbewerbs. Pokalsieger wurde zum ersten Mal in der Vereinsgeschichte überhaupt Tornado Luxembourg.

## Modus
In einer gemeinsamen Gruppenphase absolvierten die vier Mannschaften jeweils sechs Spiele. Der Erstplatzierte der Gruppenphase wurde Meister. Für einen Sieg erhielt jede Mannschaft zwei Punkte, bei einem Unentschieden gab es ein Punkt und bei einer Niederlage null Punkte.

## Tabelle
|    | Klub               | Sp | S | U | N | Tore  | Punkte |
| -- | ------------------ | -- | - | - | - | ----- | ------ |
| 1. | Tornado Luxembourg | 6  | 6 | 0 | 0 | 81:18 | 12     |
| 2. | EHC Trier 1b       | 6  | 3 | 0 | 3 | 32:51 | 6      |
| 3. | IHC Beaufort       | 6  | 2 | 0 | 4 | 23:51 | 4      |
| 4. | IHC Maastricht     | 6  | 1 | 0 | 5 | 18:34 | 2      |

Sp = Spiele, S = Siege, U = Unentschieden, N = Niederlagen